# Siennoj (obwód czelabiński)
Siennoj (ros. Сенной) – osiedle w Rosji, w obwodzie czelabińskim, w rejonie kartalińskim. W 2021 liczyło 312 mieszkańców.